# NSU 1¼-Tonner
Der NSU 1¼ -Tonner war ein kleiner LKW, den die Neckarsulmer Fahrzeugwerke Aktiengesellschaft in den Jahren 1914 bis 1918 baute. Er wurde aus dem PKW-Modell 13/35 PS entwickelt.
Der wassergekühlte Motor war ein Vierzylinder-Blockmotor mit einem Hubraum von 3397 cm³ (Bohrung × Hub = 97 × 115 mm), der 35 PS (26 kW) bei 1800/min leistete. Der Motor hatte eine dreifach gelagerte Kurbelwelle, Doppelzündung (Magnet und Batterie), Druckumlaufschmierung und gegengesteuerte Ventile. Der Kraftstofftank lag hinten. Der Kraftstoff wurde durch die Auspuffgase gefördert, wobei ein Teil der Auspuffgase in den dicht verschlossenen Tank geleitet wurde, dort einen leichten Überdruck erzeugte und so dafür sorgte, dass der Kraftstoff nach vorne zum Vergaser strömte. Die Motorkraft wurde über eine Lamellenkupplung im Ölbad, ein Vierganggetriebe mit rechts angebrachter Kulissenschaltung und eine Kardanwelle auf die Hinterräder übertragen. Der Radstand der Wagen betrug 3200 mm, ihre Spurweite 1375 mm und das Leergewicht ca. 1350 kg. Die Höchstgeschwindigkeit lag bei etwa 35 km/h.
Der vollgummibereifte Wagen war als Pritschenwagen teilweise mit Spriegeln und Plane oder als geschlossener Kastenwagen verfügbar und wurde nur für das Heer gebaut. Neben Benzin konnte er auch mit Spritus-Benzol-Gemisch betrieben werden, was bei der im Krieg herrschenden Benzinknappheit sehr wichtig war. Mit dem Ende des Ersten Weltkrieges wurde seine Fertigung eingestellt.